# Jean-Pierre Leutwyler
Jean-Pierre Leutwyler (* 13. Februar 1973 in Baden) ist ein Schweizer Politiker (Freie Wähler Aargau).

## Leben
Jean-Pierre Leutwyler ist Betriebsökonom und seit 2017 Präsident der Freien Wähler Aargau. Er erwarb ein Certificate of Advanced Studies in Compliance & Corporate Governance an der Fernfachhochschule Schweiz und ein Diploma of Advanced Studies in Compliance Management an der Hochschule Luzern.
Leutwyler war 2013 für 3 Monate als Parteiloser Grossrat im Kanton Aargau, da er zuvor aus der glp ausgetreten war. Seit 2012 gehört er dem Bezirksgericht Baden des Kantons Aargau an; dort ist er aktuell als Bezirksrichter im Straf- und Zivilrecht tätig.